# Botwood
Botwood är en ort i Kanada.   Den ligger i provinsen Newfoundland och Labrador, i den östra delen av landet, 1 600 km öster om huvudstaden Ottawa. Botwood ligger 17 meter över havet och antalet invånare är 2 940.
Terrängen runt Botwood är platt. Havet är nära Botwood åt nordost. Runt Botwood är det glesbefolkat, med 11 invånare per kvadratkilometer.. Närmaste större samhälle är Bishop's Falls, 17,7 km sydväst om Botwood. 
I omgivningarna runt Botwood växer i huvudsak blandskog.